# Ivor (Virgínia)
Ivor és una població dels Estats Units a l'estat de Virgínia. Segons el cens del 2000 tenia 320 habitants.

## Demografia
Segons el cens del 2000, Ivor tenia 320 habitants, 135 habitatges, i 100 famílies. La densitat de població era de 113,4 habitants per km².
Dels 135 habitatges en un 25,9% hi vivien nens de menys de 18 anys, en un 62,2% hi vivien parelles casades, en un 10,4% dones solteres, i en un 25,9% no eren unitats familiars. En el 24,4% dels habitatges hi vivien persones soles el 17% de les quals corresponia a persones de 65 anys o més que vivien soles. El nombre mitjà de persones vivint en cada habitatge era de 2,37 i el nombre mitjà de persones que vivien en cada família era de 2,78.
Per edats la població es repartia de la següent manera: un 20% tenia menys de 18 anys, un 6,6% entre 18 i 24, un 24,4% entre 25 i 44, un 27,5% de 45 a 60 i un 21,6% 65 anys o més.
L'edat mediana era de 44 anys. Per cada 100 dones de 18 o més anys hi havia 84,2 homes.
La renda mediana per habitatge era de 34.583 $ i la renda mediana per família de 44.688 $. Els homes tenien una renda mediana de 40.938 $ mentre que les dones 18.750 $. La renda per capita de la població era de 18.033 $. Entorn del 4,4% de les famílies i el 5,1% de la població estaven per davall del llindar de pobresa.

## Poblacions més properes
El següent diagrama mostra les poblacions més properes.